# ジュース・ロビンソン
ジュース・ロビンソン（Juice Robinson、1989年4月10日 - ）は、アメリカ合衆国の男性プロレスラー。イリノイ州ガードナー出身。AEW所属。本名はジョセフ・ライアン・ロビンソン（Joseph Ryan Robinson）で、短縮名はジョー（Joe）。
過去にWWEの傘下団体であるFCWに所属したルディ・パーカーことアダム・アザートンは従兄弟にあたる。

## 来歴

### キャリア初期
2009年1月3日、IWAミッドサウス（IWA Mid-South）にてジェイソン・デュークスとのシングルマッチでジュース・ロビンソンのリングネームでプロレスラーデビュー。以降、IWAミッドサウスを活動の拠点としてAAW（All American Wrestling）やDREAMWAVE（ドリームウェーブ）といった地元であるイリノイ州のインディー団体に参戦。

### WWE

#### FCW / NXT
2011年、WWEとディベロップメント契約を交わし、傘下団体であるFCWにてCJパーカー（CJ Parker）のリングネームで所属。6月16日、ジェームス・ブロンソンとのシングルマッチでデビューし、入団間もないながらも出場機会を多く与えられ、7月16日にはドニー・マーロウとタッグを組んでビッグ・E・ラングストン & カルバン・レインズが保持するFCWフロリダタッグチーム王座戦に挑戦するが敗戦。しかし5日後の7月21日に再び挑戦するチャンスを与えられ奪取することに成功した。11月に王座陥落後はマーロウとタッグを解散し、シングルで活動。
2012年2月、ジェイソン・ジョーダンとタッグを組み、シングルと並行して再びタッグ戦線に乗り込み、7月13日にFCWフロリダタッグチーム王座を再び戴冠した。8月にはFCWが新人発掘番組であるNXTと統合し、新生NXTに移行。出場機会は相変わらず多いものの、FCW時代とは違ってジョバーとしての役目が多く活躍できない期間が長く続いた。
2013年8月21日、カラフルなドレッドヘアーに奇妙な踊りを踊る自由人というギミックへと大きくイメージチェンジして再登場し、バロン・カービンと対戦して勝利。試合後にはタイラー・ブリーズとマイクアピール合戦を繰り広げ抗争を開始。ブリーズの卑怯な手段に敗れることもあったが、10月30日での決着戦にてザ・テイストから丸め込んで勝利した。
ブリーズとの抗争後、上層部からの期待などもあって2014年1月よりザ・ミズやアントニオ・セザーロといったWWE所属のレスラー達と対戦する機会が与えられたものの、上手くアピールする事ができずヒールターンをする事により不調から脱出を図ろうとするが2月27日のWWE Network開局記念のNXT初のPPV、arRIVALにてモジョ・ローリーに敗戦した。4月17日のNXTでは挑戦者を集ったところグレート・カリが登場するサプライズに動揺を隠せないまま対戦し完敗を喫した。同月よりギミックを地球環境の問題について訴えるナチュラリストへと変更。7月17日にエグザビアー・ウッズと対戦して勝利するがこの試合をきっかけに抗争を展開。
9月11日、Takeover Fatal 4-Wayでは新ギミックで登場したバロン・カービン、12月11日にはTakeover R Evolutionにてケビン・オーウェンスのデビュー戦、2015年2月18日にはソロモン・クロウのNXTでの初登場のプロモーション、3月11日にはアレックス・ライリーの復帰戦などで相手を務めるアピールしていたが同月31日、WWEに自主退団を求めて解雇となった。

### インディー団体
4月1日、ペンシルベニア州を拠点とするインディー団体であるCZWの興行、Best of the Best 14にCJPのリングネームで参戦することが発表された。同月11日、Best of the Best 14にて1回戦でジョー・ゲイシー、ジョーイ・ジェネラとトリプルスレットマッチを行いゲイシーをフォールして勝利。続く準決勝でマイク・ベイリーとシングルマッチを行うが敗戦した。
5月2日、古巣であるDREAMWAVEに凱旋。DREAMWAVE世界王座を保持するニック・ブルベイカーに挑戦したが敗戦し、アフターマッチを要求をするがDREAMWAVEに所属するレスラー達の襲撃に遭った。

### 新日本プロレス / IMPACT Wrestling
8月24日、9月に行われる新日本プロレスのRoad to DESTRUCTIONにてジュース・ロビンソンの名義での参戦が発表された。
9月4日、新日本デビューを飾り内藤哲也 & 飯伏幸太と組んでタイガーマスク & 柴田勝頼 & 真壁刀義と対戦したが味方であるはずの内藤がタッチを拒むなど試合のペースを上手く掴めず、最後はタイガーの飛びつき式回転十字架固めにより敗戦した。
10月11日、同月12日に行われるKING OF PRO-WRESTLINGでのタイトルマッチ公開調印式にて、新日本に入団する事が発表された。
2016年2月25日、新宿FACEにて開催されたLION'S GATE PROJECT1のセミファイナルに出場し、プロレスリング・ノア所属の中嶋勝彦と対戦。最後はバーティカル・スパイクを決められピンフォール負けを喫したが、試合後にジュースは中嶋から手を挙げられ、中嶋から称賛を受けた。
3月20日、Road to INVASION ATTACKにて、棚橋弘至 & マイケル・エルガンとのタッグでThe Elite（ケニー・オメガ&マット・ジャクソン & ニック・ジャクソン）の保持するNEVER無差別級6人タッグ王座に挑戦、ジュースにとっては新日本移籍後初となるタイトルマッチとなったが、最後はオメガからピンフォールを奪われ、敗戦した。
5月19日、LION'S GATE PROJECT2にて潮崎豪と対戦。チョップ、逆水平チョップなどの打撃技で攻める潮崎に対してジュースもカウンターでプランチャを決めるとキャノンボール、ジャックハマーと繋げ、プリンスズ・スロウンを決めようとするも剣山で返されてしまい、ラリアットを連発されると潮崎のゴー・フラッシャーから豪腕ラリアットを決められ敗戦した。
2017年1月4日、ジュースはレッスルキングダム11でCodyとシングルマッチで対戦するが敗北。2月の北海きたえーるで後藤洋央紀を相手にNEVER無差別級王座に挑戦するも、敗れた。これがジュースにとって新日本プロレス入団後初のシングルベルト挑戦であった。4月には内藤の所持するIWGPインターコンチネンタル王座に挑戦するも、試合はジュースの完敗だった。6月11日の大阪城ホール大会にてタグチジャパンに初招集され、以後もメンバーとして試合に出場している。7月、G1初出場を果たし、同大会8月5日大阪でBULLET CLUBのリーダーのオメガから大金星を挙げて台風の目てき存在として存在感を示した。9月24日の神戸大会にてG1で勝利を挙げたケニー・オメガの持つIWGP USヘビー級王座にメインイベントで挑戦。ジュースも膝を手術し完治していないオメガを相手に膝攻め等で善戦したが、最後はオメガの雪崩式片翼の天使で敗北を喫した。
2018年6月18日の後楽園ホール大会でジェイ・ホワイトのパイプイス攻撃で左手を骨折した。以降、ジュースは完治するまではギプスを着用しながらの試合を余儀なくされた。ギプスを装着した左手での攻撃は武器使用と見做され即反則負けになる特別ルールが適用された。7月7日のサンフランシスコ大会では、ホワイトのIWGP USヘビー級王座に挑戦して勝利し、第3代王者となる。『G1 CLIMAX 28』では前述の骨折が祟ってBブロック予選を最低勝ち点の6点（3勝6敗、同点に5人）で敗退。10月1日のカリフォルニア大会では骨折も完治し、CodyとIWPG USヘビー級王座の初防衛戦を行うが、Codyの妻でありセコンドのブランディ・ローデスの介入もあり、最後はトップロープからの雪崩式ブレーンバスターで投げ切った直後に丸め込まれ、王座から陥落した。
2019年、1月4日の東京ドーム大会でCodyと再びUS王座を掛けて対戦。掟破りのクロスローズからのパルプフリクションで勝利を収めた。その後、チェーズ・オーエンズ、バッドラック・ファレを相手に防衛を重ねるも、6月5日の両国大会にてジョン・モクスリーに敗れ王座から陥落した。
2021年2月16日（現地時間）、ジュースはインパクト・レスリングにデビッド・フィンレーとのタッグで出場し、リノ・スカム（アダム・ソーンストウ&ラスター・ザ・レジェンド組）と対戦、フィンレーの雪崩式ブレーンバスターからジュースのフロッグスプラッシュで勝利を収めた、試合後ザ・グッドブラザーズ（カール・アンダーソン&ルーク・ギャローズ組）が入場ゲートに姿を現れ舌戦を繰り広げた。

### BULLET CLUB加入
2022年4月、当月いっぱいで新日本との契約満了。以降はプロレスのビジネス自体からも距離を置くという、自身の事実上のセミリタイア発言が海外メディアからSNSを中心に広まった。同月16日のアメリカ・シカゴ大会『Windy City Riot』での6人タッグ戦がジュースのラストマッチと目されていた。
しかし、その発言を完全に覆すかのごとく5月1日、福岡PayPayドームで行われたレスリングどんたくにフリーランスで登場し、IWGP USヘビー級王座を戴冠した棚橋を襲撃した。このとき、ジュースはBULLET CLUBの文字が刻まれたジャケットを着用していた。
その後、同日のメインイベントでIWGP世界ヘビー級王座を防衛したオカダをホワイトが襲撃。リング上にバレットクラブが集結し、カール・アンダーソンが新メンバーとしてジュースを発表した。
現地時間5月14日、アメリカ・ワシントンDC大会「Capital Collision」にてモクスリー、ウィル・オスプレイ、棚橋との4WAYマッチでオスプレイにザ・ロックスライドで勝利し、自身3度目となるIWGP USヘビー級王座戴冠を果たした。
6月3日、本間朋晃と対戦予定であったが急性虫垂炎により欠場となった。同月11日、新日本プロレスはジュースの欠場によりIWGP USヘビー級王座の返還を要求した。しかし、ジュースはその要求を拒否し、「大阪城ホールのSANADA VS オスプレイの王座決定戦を挑戦者決定戦に変更しろ！」とあたかも自分が王者であるかのように振る舞う動画を新日本プロレスの公式YouTubeチャンネルにあげた。だが、新日本はその要求を無視して12日のDOMINIONにて王座決定戦を行い、オスプレイが新王者となった。
その後もジュースはベルトを返還せず、27日のAEWと新日本プロレスの合同興行の際にも傍らにUSヘビーのベルトを携え、他のBULLET CLUBの面々と共に悠々自適に観戦していた。
7月16日から開催されたG1 CLIMAXでは約2年ぶりにエントリー。ジュースはここでもUSヘビーのベルトを持参して試合前にはリングアナのマイクを奪い、「俺が現IWGP USヘビー級チャンピオンだ！」とアピールする等、自由奔放な言動を行っていた。が、26日の後楽園大会のメインイベントでかつての盟友だったデビッド・フィンレーに敗れ、USヘビーのベルトを没収された。その後紆余曲折あって、USヘビーのベルトは王者であるオスプレイへと渡された。

## 人物
顔が女優の加藤ローサに似ていることから、新日本プロレス内部では「ローサ」のニックネームで呼ばれている。ジュースも「実際に彼女の画像を見たら、自分でも『ワオ!』と思ったよ。」と語り、将来的に加藤との対面を希望している。
タグチジャパンのメンバーであり、メンバーの中では総監督の田口隆祐とジュースのみ、タグチジャパングッズが発売されている。
トレードマークは長い髪の毛で自ら振り回したりするが、ときに矢野通などから攻撃の的とされている。
私生活では、スターダムで日本でも活動経験のある女子プロレスラーのトニー・ストームと2021年10月に婚約、2022年に結婚した。

## 得意技
パルプフリクション

## タイトル歴
インパクト・レスリング
- インパクト・タッグ王座 : 1回（w / デビッド・フィンレー）

新日本プロレス
- IWGP USヘビー級王座 : 3回（第3、5、15代）
- IWGPタッグ王座：1回（第84代,w / デビッド・フィンレー）
- WORLD TAG LEAGUE 優勝 : 1回（2019年,w / デビッド・フィンレー）

FCW
- FCWフロリダタッグチーム王座 : 2回

w / ドニー・マーロウ
w / ジェイソン・ジョーダン

## 入場テーマ曲
- CHOSEN ONE

BULLET CLUB加入後の入場曲の曲名は現在使用。2022年5月より使用開始。
- MOON CHILD[2]

新日本プロレス移籍後の入場曲。2015年10月 - 2022年4月
- Bleach Blanket Demo
- Jimi Jingle Thing
- Seventeen Television